# Domenica in
Domenica in è un programma televisivo italiano di genere talk show, varietà, rotocalco e infotainment, in onda su Rai 1 dal 3 ottobre 1976. Attualmente giunto alla 49ª edizione, è il 2º programma domenicale più longevo in assoluto della televisione italiana dopo La Domenica Sportiva. Con l'edizione 2024-2025 e 16 edizioni all'attivo (di cui le ultime 7 consecutive), Mara Venier segna il traguardo dei 30 anni in termini di conduzione del longevo programma della Rai.

## Il programma

### Messa in onda
Il programma abitualmente inizia la stagione la prima domenica di ottobre e — dagli anni '70 alla prima metà degli anni '80 — si conclude la terza domenica di giugno mentre, dalla seconda metà degli anni '80 e fino al 2003, inizia l'ultima o la penultima domenica di settembre, tranne che nel 1983, nel 1988 e nel 1989, quando inizia la prima domenica di ottobre (come per le altre edizioni dal 2003). Nell'edizione 2002-2003 il programma si conclude la prima domenica di giugno. Solo nella stagione 2011-2012 la trasmissione è partita nella seconda domenica di ottobre a causa di alcuni ritardi tecnici. La 38ª edizione è invece iniziata l'ultima domenica di settembre e si è conclusa la penultima domenica di maggio. L'edizione 2017-2018 è iniziata la terza domenica di ottobre. Dall'edizione 2018-2019 all'edizione 2019-2020 e nuovamente l'edizione 2021-2022 la trasmissione è iniziata la terza domenica di settembre. Dall'edizione 2020-2021 all'edizione 2022-2023 è iniziata la seconda domenica di settembre.
Alcune edizioni sono state trasmesse in HDTV sul canale Rai HD.

### Storia

#### Il contesto storico e le origini
Il programma nasce durante l'austerity, un periodo nel quale, a causa dei rincari petroliferi decisi dai paesi arabi negli anni settanta, il governo italiano volle mettere un freno all'abitudine delle famiglie italiane, nata dopo il boom economico, di fare gite e viaggi con l'automobile di domenica. A tal fine, la Rai venne incaricata di creare un programma che attraesse il pubblico così da convincerlo a passare i pomeriggi domenicali in casa, in modo da non usare l'automobile; così, fu creato un programma-fiume, a cui venne dedicata l'intera fascia pomeridiana. La creazione della trasmissione fu affidata a uno dei personaggi di punta della Rai dell'epoca, Corrado.

#### Anni settanta

Corrado, ideatore, autore e conduttore del programma per le prime tre edizioni (dal 1976 al 1979).

Il titolo Domenica in viene inventato da Corrado che, dopo varie riunioni con gli altri autori, propone di modificare l'iniziale Domenica insieme troncandone la seconda parola, in modo che, già dal titolo, il programma consentisse la possibilità di aggiunte creative; inoltre, come dichiara in un'intervista, il gioco linguistico permette di leggere in come contrario di out, ed evoca varie sfumature di significato.
La prima puntata in assoluto viene trasmessa il 3 ottobre 1976 alle 14:00 su Rai 1, diventando il secondo contenitore domenicale della televisione italiana dopo L'altra domenica, già in onda a partire da marzo dello stesso anno su Rai 2. Ogni puntata prevede ben sei ore di diretta (fino alle 20:00), realizzata e trasmessa dallo Studio 5 di Via Teulada in Roma, con all'interno vari eventi in studio e in collegamento esterno: concerti, manifestazioni (come la Regata Storica di Venezia), due telefilm, uno spazio dedicato nel primo trimestre dell'anno sociale alla Lotteria Italia (Chi? nel 1976 e Secondo voi nel 1977 condotti da Pippo Baudo e Io e la Befana nel 1978 condotto da Sandra Mondaini e Raimondo Vianello), un programma musicale ideato e condotto da Gianni Boncompagni, Discoring, eventi sportivi, come il secondo tempo della partita di calcio più importante della giornata, in collaborazione con la redazione sportiva del TG1, che cura anche la rubrica 90º minuto (in onda già dal 1970), con il giornalista Paolo Valenti che riepiloga tutti i gol della giornata calcistica appena conclusasi.
Visto l'ottimo riscontro di pubblico (punte di 18-20 milioni di spettatori), il programma viene riproposto, ancora una volta con la guida di Corrado, che vinse per questo anche un Telegatto, per una seconda stagione (1977-1978), nella quale il programma fu trasmesso a colori. 
La terza edizione, in onda nella stagione 1978-1979, è l'ultima condotta da Corrado. Memorabile, fra le innumerevoli altre partecipazioni, è l'intervista di Corrado al prof. Christiaan Barnard. Come affermato da Franca Valeri nell'ultima puntata della terza stagione, viene a crearsi uno stile, il domenicainismo, che tiene inchiodati gli spettatori per un cospicuo numero di ore davanti al video, cosa mai avvenuta prima.

#### Anni ottanta

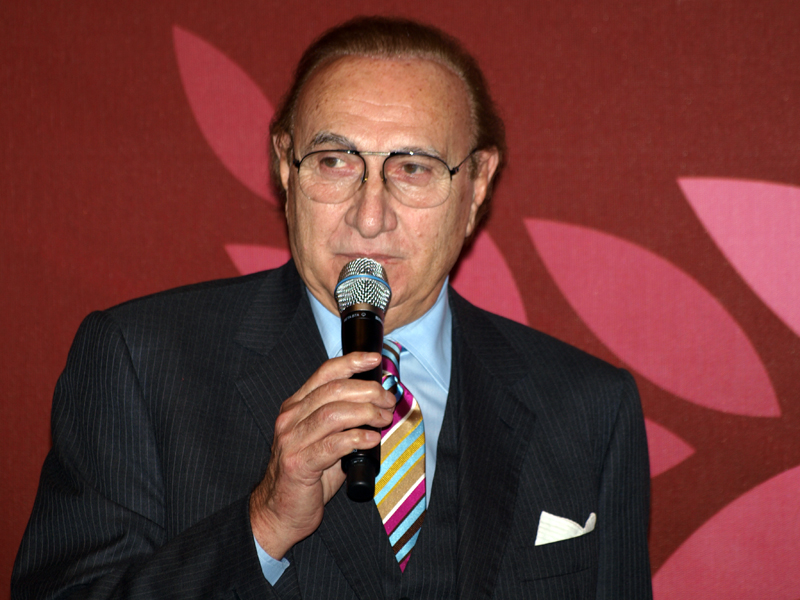
Pippo Baudo, conduttore di sei edizioni consecutive (dal 1979 al 1985) e di tredici stagioni totali.

A seguito di un disaccordo tra Corrado e l'allora presidente della Rai Paolo Grassi nella gestione di alcune puntate, nell'autunno 1979 viene chiamato a condurre Pippo Baudo, che, pur continuando sulla scia del predecessore, apporta nel corso degli anni molte novità: gli spazi esterni diminuiscono notevolmente, senza mai però scomparire del tutto. Il triennio 1979-1982 è l'ultimo a ospitare i telefilm, mentre la Lotteria Italia torna in prima serata con Fantastico (anche se ancora per alcuni anni all'interno del contenitore ne verrà trasmessa un'appendice intitolata Fantastico bis). Vengono infine introdotte numerose rubriche dedicate a musica, cinema, teatro e libri.
Parecchio scalpore provoca, nella puntata del 14 dicembre 1980, l'ospitata dell'allora esordiente e ancora misconosciuto Vasco Rossi, che, in collegamento dal Motor Show di Bologna, canta il brano Sensazioni forti, attirando gli strali del giornalista Nantas Salvalaggio, che in un articolo sul settimanale Oggi si scaglia contro la Rai, colpevole, a suo dire, di aver mandato in onda nel suo più popolare programma domenicale «un tale esempio di sballato, capace d'influenzare con i suoi messaggi negativi, il pubblico più giovane».
Il 26 febbraio 1984, per la prima volta nella sua storia, la trasmissione non va in onda, a causa di uno sciopero improvviso di parte del personale del Centro di produzione TV di Roma (in precedenti casi del genere, precisamente il 18 febbraio 1979, il 14 febbraio 1982 e il 13 novembre 1983, fu trasmesso in edizione ridotta). Dalla settima edizione (1983-1984), il programma lascia lo Studio 5 e trasloca allo Studio 2 di Via Teulada, dove resterà fino alla decima annata (1986-1987).
Con Baudo il programma mantiene un buon indice di gradimento, pur diminuendo negli ascolti per la nascita di molteplici televisioni private e l'arrivo della contro-programmazione di Canale 5 con il contenitore Buona Domenica (tenuto a battesimo da Maurizio Costanzo e dallo stesso ideatore di Domenica in..., Corrado, nel frattempo passato alla tv commerciale). Baudo rimarrà al timone del programma per sei stagioni consecutive, fino al giugno 1985, quando lascerà la conduzione per dedicarsi a nuovi impegni lavorativi in prima serata.

Il Trio: Tullio Solenghi, Anna Marchesini e Massimo Lopez, presenti nella 10ª edizione (1985-1986).

Proposta in un primo momento a Loretta Goggi, che declinò l'offerta, la stagione 1985-1986 passa nelle mani del giornalista Mino Damato, coadiuvato da Elisabetta Gardini. Il programma assume un taglio più giornalistico, dando maggiore risalto all'attualità e al costume, pur non escludendo il puro intrattenimento con gli interventi comici del Trio formato da Massimo Lopez, Anna Marchesini e Tullio Solenghi. A questa edizione prende parte anche Gina Lollobrigida nel ruolo d'intervistatrice d'eccezione di celebri personalità internazionali (interviste spesso parodiate dal Trio all'interno dello stesso programma).
Gli ascolti non esaltanti portano la Rai a tornare sui propri passi, puntando sull'intrattenimento e su un personaggio popolare. Nella stagione 1986-1987 viene pertanto scelta come padrona di casa Raffaella Carrà, prima donna a condurre il programma. La prima puntata inizia con Corrado che rievoca gli inizi nel decennale del programma e consegna il testimone alla Carrà. Degno di nota un celebre sfogo in diretta della conduttrice contro un articolo apparso in una rivista di gossip, in cui viene accusata di trascurare la madre morente (al quale seguirà anche una causa giudiziaria). Nella stessa stagione, Discoring passa al sabato pomeriggio su Rai 2 come programma autonomo e si slega dal contenitore domenicale. Al suo posto viene introdotto un segmento intitolato Pinky, a cura di Red Ronnie, che però non ottiene lo stesso successo e viene cancellato dopo poche settimane. Divenuto un varietà, differente dagli altri solo per via della lunghezza, la trasmissione viene divisa in due parti (pomeridiana e preserale), inframezzate da 90º minuto, ormai unico spazio esterno ancora "in vigore". La serie chiude domenica 24 maggio 1987, con una settimana di anticipo sulla data annunciata, a causa degli scioperi dei lavoratori Rai che paralizzano la programmazione in quel periodo.
Le successive quattro edizioni, dal 1987 al 1991, sono affidate a Gianni Boncompagni, che ne firma la regia per i primi tre anni (la quarta vede al suo posto Simonetta Tavanti) e ne stravolge totalmente lo schema. Spostatosi nello Studio 5 del Centro Nomentano Dear in Roma, la scenografia viene ridotta a un unico grande spazio essenziale e minimalista, aumentano i giochi telefonici (tra cui il celebre Cruciverbone) e debutta un numeroso gruppo di giovani ragazze che fungono sia da pubblico che da soubrette del programma. Tale formula viene poi ripresa in gran parte, Cruciverbone compreso, dallo stesso Boncompagni sulle reti Fininvest per Non è la Rai.
Le edizioni realizzate sotto la sua gestione hanno come volti principali alla guida Lino Banfi (1987-1988), che sostituisce all'ultimo momento Enrica Bonaccorti, Marisa Laurito (1988-1989), Edwige Fenech (1989-1990) e Gigi Sabani (1990-1991). Il programma mantiene intatta la sua leadership domenicale, pur essendo dapprima tallonato, nella 15ª edizione, e poi battuto diverse volte, durante la stagione successiva, da Ricomincio da due, condotto da Raffaella Carrà su Rai 2 nella medesima fascia oraria.

#### Anni novanta
Nella stagione 1991-1992 Pippo Baudo riprende le redini della trasmissione, proponendo una formula più vicina al suo stile di conduzione, con interviste, quiz e rubriche dedicate all'arte e allo spettacolo, in una scenografia che cita esplicitamente il quadro Une dimanche à la Grande Jatte di Georges Seurat. Al timone dell'annata successiva (1992-1993), durante la quale il programma lascia la sede romana e viene trasmesso dallo Studio 2 del Centro di produzione Rai di Napoli, è presente la coppia composta da Toto Cutugno e Alba Parietti (all'epoca in cattivi rapporti e per questo motivo protagonisti di svariati battibecchi e attriti). Entrambe le edizioni sopracitate non sono fortunate dal punto di vista degli ascolti: per la prima volta, la concorrenza di Buona Domenica, tornata in onda dopo diversi anni di assenza con l'aggiunta della diretta e la conduzione di Marco Columbro e Lorella Cuccarini, riesce infatti a superare stabilmente il contenitore domenicale della rete ammiraglia Rai.

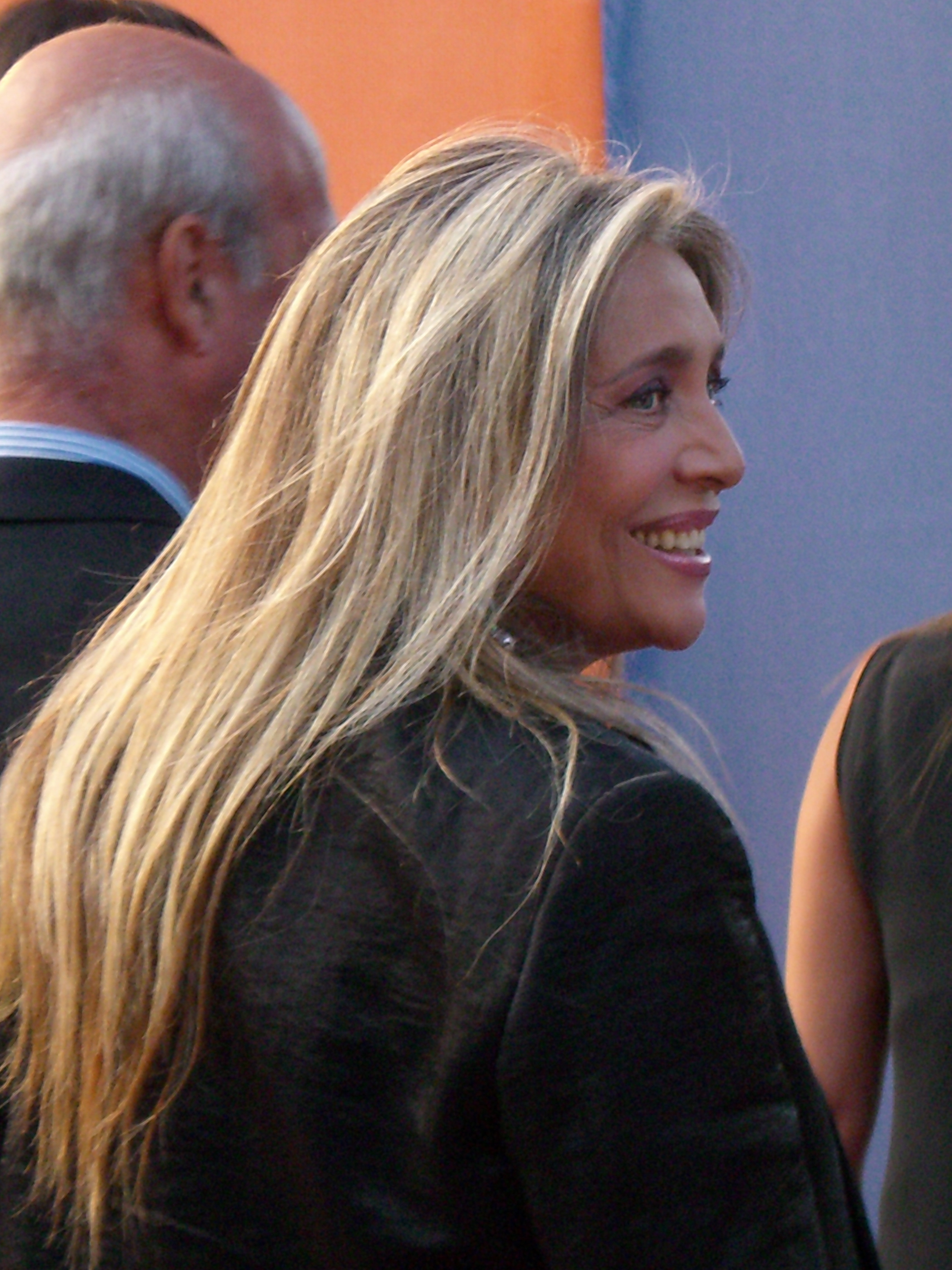
Mara Venier, conduttrice di sette edizioni consecutive (dal 2018 al 2025) e di sedici edizioni totali.

Soltanto a partire dall'edizione successiva (1993-1994), il programma recupera terreno dal punto di vista dell'audience e torna a tenere testa al diretto competitor di Canale 5. La trasmissione torna nuovamente a Roma (nello Studio 4 del Centro Nomentano Dear) e vede alla conduzione il giornalista Luca Giurato e Mara Venier. Quest'ultima, dimostratasi particolarmente a suo agio nella conduzione, viene promossa come conduttrice principale delle successive tre edizioni, dal 1994 al 1997, entrate nell'immaginario collettivo degli italiani grazie a uno stile particolarmente familiare, empatico e festoso, nonché caratterizzate da un nutrito cast di presenze fisse, tra cui si ricordano i comici Stefano Masciarelli e Andrea Roncato, don Antonio Mazzi, l'illusionista Giucas Casella e il giornalista sportivo Gian Piero Galeazzi, già conduttore di 90º minuto dal 1992 (segmento che viene così direttamente trasmesso dallo studio di Domenica in, dal 1994 al 2000 e successivamente dal 2001 al 2004).
Mara Venier riporta il contenitore ai fasti del passato e a vincere spesso nella sfida con la concorrenza della sempre più agguerrita tv privata, consacrandosi al pubblico e guadagnandosi l'appellativo di signora della domenica. Non mancano le polemiche, che tengono alta l'attenzione mediatica sul programma e raggiungono il culmine nell'ultima stagione (1996-1997), per via di una truffa verificatasi nel corso di uno dei numerosi giochi telefonici presenti all'interno della trasmissione.
Nella stagione successiva la Venier lascia la Rai per passare a Mediaset. A sostituirla per la 22ª edizione (1997-1998) subentra Fabrizio Frizzi, con la regia di Michele Guardì. Al fianco del presentatore anche Antonella Clerici (al suo esordio in un programma d'intrattenimento, dopo molti anni di carriera come giornalista sportiva), un'inedita Donatella Raffai (che però lascia la trasmissione dopo poche puntate) e un'esordiente Mara Carfagna come valletta. Non vengono apportate grandi modifiche alla struttura del programma rispetto alle edizioni targate Venier, riuscendo quasi a bissarne gli stessi risultati.
Nonostante il successo, Frizzi decide di lasciare il programma nella stagione successiva (1998-1999), che passa così nelle mani di Giancarlo Magalli e Tullio Solenghi; l'inedito duo viene coadiuvato da tre volti femminili: Elisabetta Ferracini (figlia di Mara Venier), Lorenza Mario e Valeria Mazza (quest'ultima in seguito sostituita da Anna Falchi, memore di rapporti molto difficili con il resto del cast, in particolare con Magalli). L'edizione si rivelerà però poco riuscita e registra ascolti inferiori alle aspettative rispetto alle stagioni precedenti.
L'edizione seguente (1999-2000), coincidente con l'inizio del nuovo millennio, viene rinominata per l'occasione Domenica in 2000 ed è affidata ad Amadeus, affiancato inizialmente dall'attrice Romina Mondello e in seguito dalla modella slovacca Adriana Sklenaříková Karembeu e dalla showgirl uruguaiana Natalie Kriz. Anche stavolta il contenitore perde la sfida degli ascolti contro la concorrenza di Buona Domenica, qui gestita da Maurizio Costanzo.

#### Anni duemila

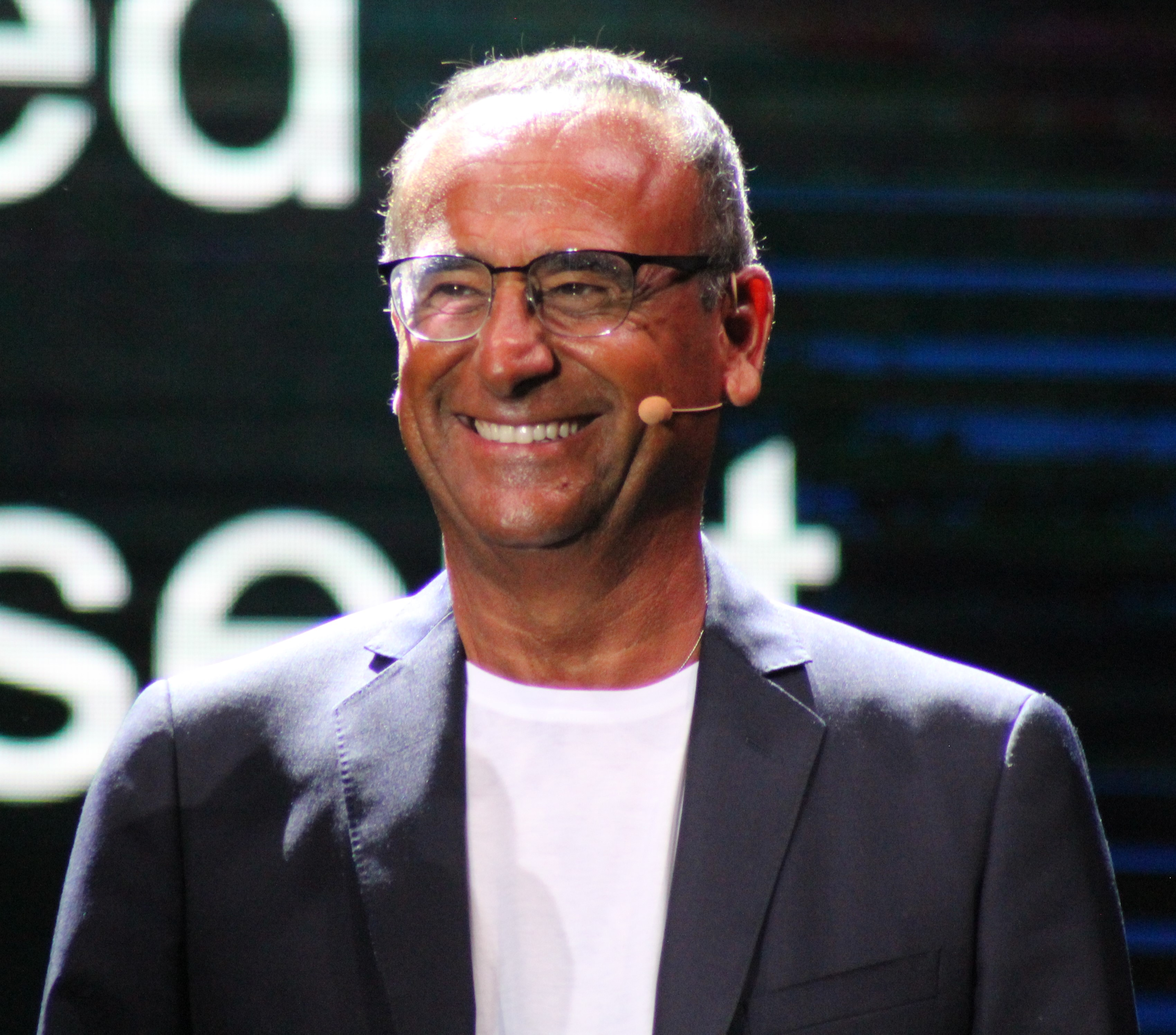
Carlo Conti, conduttore della 25ª e 26ª edizione (dal 2000 al 2002).

Nelle successive due stagioni il contenitore viene condotto principalmente da Carlo Conti.
Nella sua venticinquesima edizione (2000–2001), il programma si sposta al Teatro delle Vittorie in Roma e vede Conti condurre in coppia con Iva Zanicchi. A completare il cast sono presenti Matilde Brandi, Rosita Celentano, Barbara Chiappini, Sabrina Marinangeli e Paolo Fox, ma la trasmissione, diretta da Jocelyn, anche in questa annata non riesce a contrastare gli ascolti di Maurizio Costanzo e la sua Buona Domenica.
L'edizione 2001-2002 abbandona il Delle Vittorie (considerato un luogo non adatto alla domenica pomeriggio e ancora legato al varietà di prima serata) e torna allo Studio 4 degli Studi Dear in Roma. Il titolo della trasmissione viene eccezionalmente modificato in Dom&Nika in, in riferimento al cane "Dom" e alla gattina "Nika", pupazzi-mascotte ideate dal regista Jocelyn, sulla scia del lupo "Giorgetto" presente nel preserale In bocca al lupo!. Il conduttore toscano sceglie al suo fianco tre presentatrici: Antonella Clerici (già co-conduttrice dell'edizione presidiata da Frizzi), Ela Weber e Mara Venier.
La stessa Venier, di ritorno nel contenitore dopo quattro anni, riprende le redini in solitaria nella successiva edizione del programma (2002-2003), senza però riuscire a ripetere i fasti delle quattro edizioni da lei condotte a metà del decennio precedente.

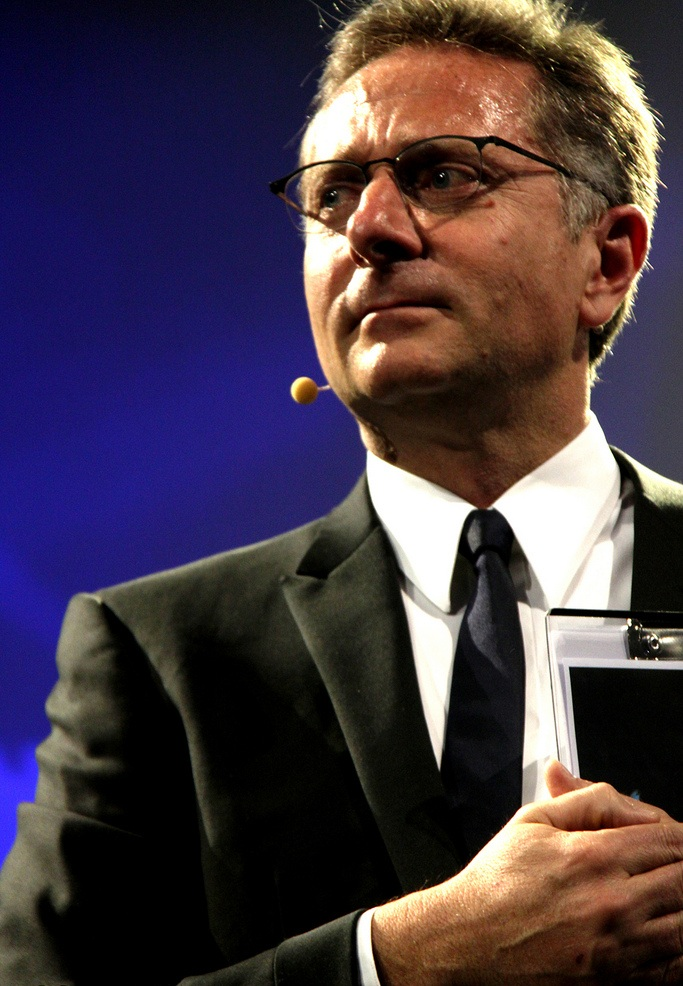
Paolo Bonolis, conduttore della 28ª edizione (2003-2004).

Nella stagione seguente (2003-2004) approda alla conduzione Paolo Bonolis, fresco di rientro in Rai dopo svariati anni, coadiuvato da un nutrito cast di ospiti fissi tra cui Heather Parisi, Franco Oppini, Giancarlo Magalli, Dan Peterson, Rosanna Lambertucci, Claudio Lippi (strappato al contenitore rivale Buona Domenica), Patrizia De Blanck, Mariolina Simone, Maria Mazza, Alessandro Paci, Mirca Viola e, per i collegamenti esterni, Daniele Piombi.
Grandi novità anche per 90º minuto, la cui conduzione viene affidata per la prima volta a una donna, la giornalista sportiva Paola Ferrari. Questa edizione, pur suscitando numerose polemiche di varia natura, riesce di nuovo a superare negli ascolti il contenitore domenicale di Canale 5. Tuttavia, la riconferma da parte della Rai anche per la stagione successiva non basta a Bonolis, che rifiuta di condurre un'altra edizione del programma, preferendogli il più prestigioso impegno del 55º Festival di Sanremo.
Dopo numerose ipotesi sfumate, la scelta della conduzione della 29ª edizione (2004-2005) cade nuovamente su Mara Venier, questa volta insieme a Massimo Giletti (che porta al debutto la rubrica L'arena, destinata ad avere grande successo e spazio negli anni seguenti), con cui ha burrascosi rapporti, e Paolo Limiti. È l'ultima edizione a ospitare la storica rubrica 90º minuto (a causa del "passaggio" sulle reti Mediaset dei diritti televisivi della Serie A di calcio dall'annata seguente) e ad avere il classico formato di trasmissione-fiume.
Infatti, dall'autunno 2005, il pomeriggio domenicale di Rai 1 subisce un radicale cambiamento, acquisendo una nuova impaginazione a più stili di conduzione. La trasmissione viene pertanto divisa in tre parti, tre blocchi distinti tra loro, per altrettante fasce orarie, corrispondenti al primo pomeriggio, tardo pomeriggio e preserale. A condurre questi segmenti nella trentesima edizione (2005-2006), uniti solo formalmente dal titolo Domenica in..., si susseguono Mara Venier (dalle 14 alle 16, con Domenica in...TV, ricordato per un violento diverbio tra Antonio Zequila e Adriano Pappalardo che porterà alla sospensione del segmento per una puntata) e Massimo Giletti (dalle 16 alle 18, con Domenica in...L'Arena, che progressivamente si trasformerà da talk show d'intrattenimento e costume in talk show d'approfondimento politico e di cronaca), entrambi conduttori dell'edizione precedente, seguiti dal ritorno di Pippo Baudo (dalle 18 alle 20, con Domenica in...Ieri Oggi Domani) a tredici anni dall'ultima edizione da lui condotta.
Per le tre annate seguenti il contenitore viene principalmente guidato, nei tre rispettivi segmenti e in maniera pressoché immutata – seppur variando in orari e titoli – dai confermati Giletti e Baudo e da Lorena Bianchetti, dapprima subentrata alla Venier nello slot del primo pomeriggio (nella stagione 2006-2007) e poi insediatasi nella fascia centrale (dal 2007 al 2009) con l'ampio segmento intitolato Domenica in...Insieme. Questo spazio viene condiviso con altrettanti volti femminili, impegnate in molteplici sotto-segmenti, come Luisa Corna in Domenica in...Musica, Rosanna Lambertucci per Domenica in...Salute e Monica Setta con Domenica in...Politica e Domenica in...Attualità.
Nella stagione 2009-2010 le fasce vengono ridotte a due, presidiate da Massimo Giletti con Domenica in...L'Arena e, per la quinta e ultima volta consecutiva, da Pippo Baudo con Domenica in...7 giorni. La fascia preserale, dalle 18:50 alle 20:00, viene ceduta al quiz feriale L'eredità, su decisione dell'allora direttore di rete, Mauro Mazza, per migliorare i dati d'ascolto e contrastare la diretta concorrenza di Chi vuol essere milionario? su Canale 5 anche nel weekend, privando così il programma domenicale della sua storica durata di 6 ore.

#### Anni duemiladieci
L'edizione 2010-2011 è segnata dall'arrivo di Lorella Cuccarini al posto di Baudo, alla conduzione dell'ultima parte del contenitore (che torna a essere diviso in tre blocchi, pur mantenendo il formato di 290 minuti), intitolata quest'anno Domenica in...Onda e dedicata totalmente allo spettacolo e all'intrattenimento. A precederla è presente un breve spazio, dalla durata di circa venti minuti, incentrato sul gossip e condotto da Sonia Grey, accompagnata da Luca Giurato e con interventi comici di Maurizio Battista, dal titolo Domenica in...Amori. Gli ascolti non sono soddisfacenti, tanto che i segmenti condotti dalla Grey e dalla Cuccarini vengono regolarmente battuti dal programma rivale Domenica Cinque.
Nell'annata seguente (2011-2012), complice la cancellazione di Domenica in...Amori, i blocchi tornano a essere due. Domenica in... L'arena di Giletti, dal successo crescente, aumenta la sua durata includendo più segmenti all'interno (Due contro tutti e Protagonisti), mentre il secondo spazio, appartenente alla Cuccarini, viene ripensato e rinominato Domenica in - Così è la vita, uno spin-off domenicale de La vita in diretta, in cui sono raccontate storie di gente comune attraverso apposite mini-fiction, vengono trattate tematiche di costume, attualità, cronaca nera e spettacolo. Tale rimodulazione migliora la situazione sul fronte Auditel e il programma riesce a battere con entrambi i segmenti la concorrenza dell'ammiraglia Mediaset. La stessa identica struttura e la medesima coppia di conduttori, Giletti e Cuccarini, viene perciò confermata anche per la trentasettesima edizione (2012-2013), in cui i due riescono nuovamente ad avere la meglio sul diretto concorrente, il neonato contenitore Domenica Live, condotto inizialmente da Alessio Vinci e Sabrina Scampini, sostituiti dopo tre settimane da Barbara D'Urso.
Dall'autunno 2013, L'arena diventa un programma autonomo e indipendente, slegandosi definitivamente dal marchio Domenica in, che a sua volta torna a essere un'unica trasmissione senza segmenti.
Dopo ben 38 stagioni, il pomeriggio domenicale di Rai 1 viene presidiato da due programmi diversi e non comunicanti. Il contenitore viene preceduto dal talk show di Massimo Giletti, ma è ulteriormente abbreviato in termini di durata: si passa da 290 a 130 minuti circa, per poco più di due ore, dalle 16:35 alle 18:45. In questa stagione (2013-2014) il programma è formalmente descritto come rotocalco televisivo ed è presentato per la nona volta da Mara Venier, che però non ottiene il successo previsto e non viene riconfermata alla conduzione dell'edizione successiva.

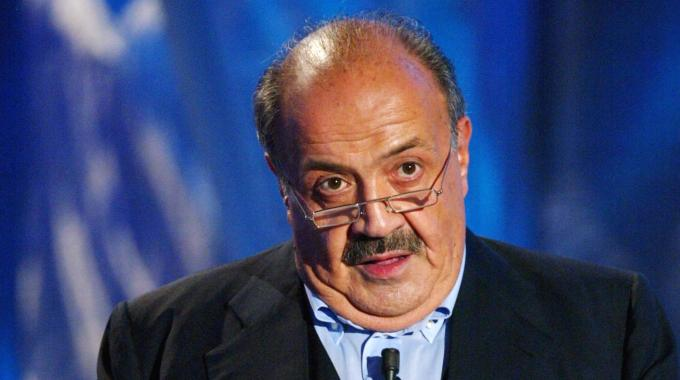
Maurizio Costanzo, capo progetto della 40ª edizione (2015-2016).

La conduzione passa a Paola Perego, in coppia con Pino Insegno nell'annata 2014-2015 (stagione in cui la trasmissione si sposta nello studio 3 del Centro di produzione Rai di Via Teulada in Roma) e con Salvo Sottile nella 40ª edizione (2015-2016), realizzata nel Teatro 18 degli studi di Cinecittà e con la partecipazione straordinaria, in qualità di capo progetto, di Maurizio Costanzo.
Con l'edizione 2016-2017, l'allora direttore di Rai 1 Andrea Fabiano opta a rendere omaggio a un volto storico della trasmissione e dell'azienda, in concomitanza con il compimento dei suoi ottant'anni di età e i quarant'anni esatti dal debutto del programma. Viene pertanto richiamato – nella duplice veste di direttore artistico e conduttore – Pippo Baudo, giunto alla sua tredicesima stagione, accompagnato dalla cantante Manuela Zero e dall'attrice Chiara Francini; tuttavia quest'ultima, a causa di impegni già presi in precedenza, prende parte alla trasmissione solo per la prima metà della stagione, per poi tornarvi occasionalmente come semplice ospite.
La quarantunesima edizione è anche la più breve di sempre, contrassegnata da una riduzione della durata a soli 100 minuti (dalle 17:05 alle 18:45), a causa dell'allungamento de L'arena. Solo in seguito alla chiusura di questa nella stagione successiva, per scelta editoriale dell'allora direttore generale della Rai Mario Orfeo, la trasmissione riacquista spazio nel pomeriggio domenicale della prima rete, a partire sin dal primo pomeriggio.
La quarantaduesima edizione (2017-2018), trasferitasi al teatro 3 di Cinecittà, è affidata alle sorelle Cristina e Benedetta Parodi. La formula iniziale riprende la struttura di un vero e proprio contenitore di tre ore e mezza, dalle 14:00 alle 17:30, scenograficamente sviluppato in un ampio ambiente casalingo. Risulterà sin da subito un'edizione particolarmente travagliata e discussa, unita ad un crollo d'ascolti senza precedenti (è attualmente l'edizione meno vista di sempre), facendosi superare dalla concorrenza e calando vertiginosamente rispetto al predecessore Giletti. Ciò comporterà un continuo stravolgimento del programma nel corso delle puntate, tra cui il declassamento della sorella minore Benedetta, che da co-conduttrice viene relegata a una piccola rubrica culinaria in esterna, e numerose variazioni di durata.
L'edizione 2018-2019 conserva l'orario e la durata di 210 minuti, come all'inizio della stagione precedente, ma si rinnova completamente nella conduzione, ancora una volta nelle mani di Mara Venier, di ritorno in Rai dopo alcuni anni di assenza, e nello studio (si sposta nello Studio 3 della Dear, già ribattezzati studi televisivi Fabrizio Frizzi in Roma). Il programma beneficia della ritrovata presenza della Venier, tanto da riuscire a superare frequentemente negli ascolti il rivale Domenica Live, che dal gennaio 2019 viene ridotto a poco più di un'ora di durata (dalle 17:20 alle 18:45), evitando così il confronto diretto con il contenitore domenicale di Rai 1. Mara Venier viene quindi confermata per l'edizione 2019-2020, che mantiene inalterata la stessa formula dell'edizione precedente, basata principalmente sulla presenza di ospiti protagonisti di lunghe interviste, spesso contornate da performance musicali, e con una scenografia rinnovata rispetto alla precedente.
Dalla primavera in poi, il programma subisce radicali cambiamenti legati all'emergenza sanitaria da COVID-19: il 15 marzo 2020 il programma non va in onda e riprende dalla settimana successiva in forma limitata, a causa delle restrizioni in atto durante il periodo di pandemia: viene eliminato il pubblico in studio e gli ospiti sono presenti in video collegamento (torneranno in studio solo nelle ultime puntate). Nonostante ciò, la trasmissione prosegue con immutato consenso, tale da essere procrastinata fino all'ultima domenica di giugno, un mese dopo rispetto al termine inizialmente previsto.

#### Anni duemilaventi
La 45ª edizione (2020-2021), estesa fino alle ultime domeniche di giugno come la precedente, è stata condotta da Mara Venier, che ha continuato a guidare il programma anche nella stagione successiva (2021-2022), ottenendo grande successo.
La 46ª edizione ha segnato il ritorno del pubblico in studio, seppur ridotto e distanziato, dopo un anno e mezzo di assenza. La trasmissione ha mantenuto un forte seguito nonostante la concorrenza su Canale 5, composta dal talent show Amici di Maria De Filippi (settembre-marzo) e Scene da un matrimonio con Anna Tatangelo (marzo-maggio), quest'ultimo cancellato per bassi ascolti e sostituito dal talk show Verissimo condotto da Silvia Toffanin. Nella puntata del 10 aprile 2022, Mara Venier ha annunciato la sua permanenza come conduttrice anche per la stagione 2022-2023, raggiungendo la sua quattordicesima edizione complessiva, superando così il record di Pippo Baudo (13 edizioni). Il 27 maggio 2022, ha condotto un'edizione speciale in prima serata, Domenica In Show, in occasione del trentennale della sua prima puntata alla guida del programma.
Dalla 47ª edizione Domenica In affronta la concorrenza di Amici di Maria De Filippi fino a marzo (in onda dalle 14:00 alle 16:30 e dalla stagione 2024-2025 fino alle 16:00), mentre da marzo a giugno compete con le soap Beautiful (14:00-14:45) e Terra amara (14:45-16:30), per poi sovrapporsi solo alla prima parte di Verissimo dalle 16:00 alle 17:15.
La 48ª edizione è iniziata il 17 settembre 2023, segnando la quindicesima edizione complessiva e la sesta consecutiva sotto la conduzione di Mara Venier. Il 12 novembre 2023 il programma non è andato in onda a causa della positività al COVID-19 della conduttrice, sostituita da una puntata speciale con i migliori momenti della stagione.
La 49ª edizione, iniziata il 15 settembre 2024, è la sedicesima edizione complessiva e la settima consecutiva con Mara Venier alla conduzione. Le principali novità includono un nuovo logo e uno studio rinnovato, oltre a un cambio di format: la prima parte del programma è dedicata all'intrattenimento e allo spettacolo mentre la seconda parte si concentra sulla cronaca e sull'attualità.

## Edizioni
| Edizione | Periodo           | Periodo        | Puntate | Conduzione principale | Conduzione principale | Conduzione principale | Conduzione principale | Conduzione principale | Conduzione principale | Conduzione principale |
| Edizione | Inizio            | Fine           | Puntate | Conduzione principale | Conduzione principale | Conduzione principale | Conduzione principale | Conduzione principale | Conduzione principale | Conduzione principale |
| -------- | ----------------- | -------------- | ------- | --------------------- | --------------------- | --------------------- | --------------------- | --------------------- | --------------------- | --------------------- |
| 1ª       | 3 ottobre 1976    | 29 maggio 1977 | 34      | Corrado               | Corrado               | Corrado               | Corrado               | Corrado               | Corrado               | Corrado               |
| 2ª       | 2 ottobre 1977    | 28 maggio 1978 | 34      | Corrado               | Corrado               | Corrado               | Corrado               | Corrado               | Corrado               | Corrado               |
| 3ª       | 1º ottobre 1978   | 27 maggio 1979 | 33      | Corrado               | Corrado               | Corrado               | Corrado               | Corrado               | Corrado               | Corrado               |
| 4ª       | 7 ottobre 1979    | 22 giugno 1980 | 37      | Pippo Baudo           | Pippo Baudo           | Pippo Baudo           | Pippo Baudo           | Pippo Baudo           | Pippo Baudo           | Pippo Baudo           |
| 5ª       | 28 settembre 1980 | 21 giugno 1981 | 38      | Pippo Baudo           | Pippo Baudo           | Pippo Baudo           | Pippo Baudo           | Pippo Baudo           | Pippo Baudo           | Pippo Baudo           |
| 6ª       | 27 settembre 1981 | 20 giugno 1982 | 38      | Pippo Baudo           | Pippo Baudo           | Pippo Baudo           | Pippo Baudo           | Pippo Baudo           | Pippo Baudo           | Pippo Baudo           |
| 7ª       | 26 settembre 1982 | 26 giugno 1983 | 39      | Pippo Baudo           | Pippo Baudo           | Pippo Baudo           | Pippo Baudo           | Pippo Baudo           | Pippo Baudo           | Pippo Baudo           |
| 8ª       | 25 settembre 1983 | 24 giugno 1984 | 39      | Pippo Baudo           | Pippo Baudo           | Pippo Baudo           | Pippo Baudo           | Pippo Baudo           | Pippo Baudo           | Pippo Baudo           |
| 9ª       | 30 settembre 1984 | 23 giugno 1985 | 38      | Pippo Baudo           | Pippo Baudo           | Pippo Baudo           | Pippo Baudo           | Pippo Baudo           | Pippo Baudo           | Pippo Baudo           |
| 10ª      | 29 settembre 1985 | 29 giugno 1986 | 39      | Mino Damato           | Mino Damato           | Mino Damato           | Mino Damato           | Mino Damato           | Mino Damato           | Mino Damato           |
| 11ª      | 12 ottobre 1986   | 31 maggio 1987 | 33      | Raffaella Carrà       | Raffaella Carrà       | Raffaella Carrà       | Raffaella Carrà       | Raffaella Carrà       | Raffaella Carrà       | Raffaella Carrà       |
| 12ª      | 13 settembre 1987 | 12 giugno 1988 | 39      | Lino Banfi            | Lino Banfi            | Lino Banfi            | Lino Banfi            | Lino Banfi            | Lino Banfi            | Lino Banfi            |
| 13ª      | 9 ottobre 1988    | 11 giugno 1989 | 35      | Marisa Laurito        | Marisa Laurito        | Marisa Laurito        | Marisa Laurito        | Marisa Laurito        | Marisa Laurito        | Marisa Laurito        |
| 14ª      | 15 ottobre 1989   | 29 aprile 1990 | 27      | Edwige Fenech         | Edwige Fenech         | Edwige Fenech         | Edwige Fenech         | Edwige Fenech         | Edwige Fenech         | Edwige Fenech         |
| 15ª      | 14 ottobre 1990   | 26 maggio 1991 | 32      | Gigi Sabani           | Gigi Sabani           | Gigi Sabani           | Gigi Sabani           | Gigi Sabani           | Gigi Sabani           | Gigi Sabani           |
| 16ª      | 27 ottobre 1991   | 5 maggio 1992  | 23      | Pippo Baudo           | Pippo Baudo           | Pippo Baudo           | Pippo Baudo           | Pippo Baudo           | Pippo Baudo           | Pippo Baudo           |
| 17ª      | 25 ottobre 1992   | 25 aprile 1993 | 22      | Toto Cutugno          | Toto Cutugno          | Toto Cutugno          | Toto Cutugno          | Alba Parietti         | Alba Parietti         | Alba Parietti         |
| 18ª      | 24 ottobre 1993   | 22 maggio 1994 | 30      | Mara Venier           | Mara Venier           | Mara Venier           | Mara Venier           | Luca Giurato          | Luca Giurato          | Luca Giurato          |
| 19ª      | 25 settembre 1994 | 28 maggio 1995 | 35      | Mara Venier           | Mara Venier           | Mara Venier           | Mara Venier           | -                     | -                     | -                     |
| 20ª      | 24 settembre 1995 | 26 maggio 1996 | 34      | Mara Venier           | Mara Venier           | Mara Venier           | Mara Venier           | -                     | -                     | -                     |
| 21ª      | 15 settembre 1996 | 1º giugno 1997 | 37      | Mara Venier           | Mara Venier           | Mara Venier           | Mara Venier           | -                     | -                     | -                     |
| 22ª      | 28 settembre 1997 | 31 maggio 1998 | 36      | Fabrizio Frizzi       | Fabrizio Frizzi       | Fabrizio Frizzi       | Fabrizio Frizzi       | Fabrizio Frizzi       | Fabrizio Frizzi       | Fabrizio Frizzi       |
| 23ª      | 4 ottobre 1998    | 30 maggio 1999 | 34      | Giancarlo Magalli     | Giancarlo Magalli     | Giancarlo Magalli     | Giancarlo Magalli     | Tullio Solenghi       | Tullio Solenghi       | Tullio Solenghi       |
| 24ª      | 3 ottobre 1999    | 28 maggio 2000 | 34      | Amadeus               | Amadeus               | Amadeus               | Amadeus               | Amadeus               | Amadeus               | Amadeus               |
| 25ª      | 17 settembre 2000 | 27 maggio 2001 | 35      | Carlo Conti           | Iva Zanicchi          | Iva Zanicchi          | Iva Zanicchi          | Iva Zanicchi          | Iva Zanicchi          | Iva Zanicchi          |
| 26ª      | 16 settembre 2001 | 19 maggio 2002 | 35      | Carlo Conti           | Mara Venier           | Mara Venier           | Mara Venier           | Antonella Clerici     | Antonella Clerici     | Ela Weber             |
| 27ª      | 22 settembre 2002 | 11 maggio 2003 | 33      | Mara Venier           | Mara Venier           | Mara Venier           | Mara Venier           | Mara Venier           | Mara Venier           | Mara Venier           |
| 28ª      | 5 ottobre 2003    | 16 maggio 2004 | 32      | Paolo Bonolis         | Paolo Bonolis         | Paolo Bonolis         | Paolo Bonolis         | Paolo Bonolis         | Paolo Bonolis         | Paolo Bonolis         |
| 29ª      | 3 ottobre 2004    | 15 maggio 2005 | 32      | Mara Venier           | Mara Venier           | Mara Venier           | Mara Venier           | Mara Venier           | Mara Venier           | Mara Venier           |
| 30ª      | 2 ottobre 2005    | 14 maggio 2006 | 32      | Massimo Giletti       | Massimo Giletti       | Pippo Baudo           | Pippo Baudo           | Pippo Baudo           | Mara Venier           | Mara Venier           |
| 31ª      | 1º ottobre 2006   | 13 maggio 2007 | 31      | Massimo Giletti       | Massimo Giletti       | Pippo Baudo           | Pippo Baudo           | Pippo Baudo           | Lorena Bianchetti     | Lorena Bianchetti     |
| 32ª      | 7 ottobre 2007    | 11 maggio 2008 | 31      | Massimo Giletti       | Massimo Giletti       | Pippo Baudo           | Pippo Baudo           | Pippo Baudo           | Lorena Bianchetti     | Lorena Bianchetti     |
| 33ª      | 5 ottobre 2008    | 10 maggio 2009 | 31      | Massimo Giletti       | Massimo Giletti       | Pippo Baudo           | Pippo Baudo           | Pippo Baudo           | Lorena Bianchetti     | Lorena Bianchetti     |
| 34ª      | 4 ottobre 2009    | 9 maggio 2010  | 31      | Massimo Giletti       | Massimo Giletti       | Pippo Baudo           | Pippo Baudo           | Pippo Baudo           | –                     | –                     |
| 35ª      | 3 ottobre 2010    | 8 maggio 2011  | 31      | Massimo Giletti       | Massimo Giletti       | Lorella Cuccarini     | Lorella Cuccarini     | Lorella Cuccarini     | Sonia Grey            | Sonia Grey            |
| 36ª      | 9 ottobre 2011    | 27 maggio 2012 | 33      | Massimo Giletti       | Massimo Giletti       | Lorella Cuccarini     | Lorella Cuccarini     | Lorella Cuccarini     | –                     | –                     |
| 37ª      | 7 ottobre 2012    | 19 maggio 2013 | 32      | Massimo Giletti       | Massimo Giletti       | Lorella Cuccarini     | Lorella Cuccarini     | Lorella Cuccarini     | –                     | –                     |
| 38ª      | 29 settembre 2013 | 18 maggio 2014 | 33      | Mara Venier           | Mara Venier           | Mara Venier           | Mara Venier           | Mara Venier           | Mara Venier           | Mara Venier           |
| 39ª      | 5 ottobre 2014    | 17 maggio 2015 | 32      | Paola Perego          | Paola Perego          | Paola Perego          | Pino Insegno          | Pino Insegno          | Pino Insegno          | Pino Insegno          |
| 40ª      | 27 settembre 2015 | 15 maggio 2016 | 33      | Paola Perego          | Paola Perego          | Paola Perego          | Salvo Sottile         | Salvo Sottile         | Salvo Sottile         | Salvo Sottile         |
| 41ª      | 2 ottobre 2016    | 30 aprile 2017 | 30      | Pippo Baudo           | Pippo Baudo           | Pippo Baudo           | Pippo Baudo           | Pippo Baudo           | Pippo Baudo           | Pippo Baudo           |
| 42ª      | 15 ottobre 2017   | 27 maggio 2018 | 31      | Cristina Parodi       | Cristina Parodi       | Cristina Parodi       | Cristina Parodi       | Cristina Parodi       | Cristina Parodi       | Cristina Parodi       |
| 43ª      | 16 settembre 2018 | 26 maggio 2019 | 36      | Mara Venier           | Mara Venier           | Mara Venier           | Mara Venier           | Mara Venier           | Mara Venier           | Mara Venier           |
| 44ª      | 15 settembre 2019 | 28 giugno 2020 | 41      | Mara Venier           | Mara Venier           | Mara Venier           | Mara Venier           | Mara Venier           | Mara Venier           | Mara Venier           |
| 45ª      | 13 settembre 2020 | 27 giugno 2021 | 41      | Mara Venier           | Mara Venier           | Mara Venier           | Mara Venier           | Mara Venier           | Mara Venier           | Mara Venier           |
| 46ª      | 19 settembre 2021 | 5 giugno 2022  | 38      | Mara Venier           | Mara Venier           | Mara Venier           | Mara Venier           | Mara Venier           | Mara Venier           | Mara Venier           |
| 47ª      | 11 settembre 2022 | 11 giugno 2023 | 39      | Mara Venier           | Mara Venier           | Mara Venier           | Mara Venier           | Mara Venier           | Mara Venier           | Mara Venier           |
| 48ª      | 17 settembre 2023 | 2 giugno 2024  | 38      | Mara Venier           | Mara Venier           | Mara Venier           | Mara Venier           | Mara Venier           | Mara Venier           | Mara Venier           |
| 49ª      | 15 settembre 2024 | 18 maggio 2025 | 36      | Mara Venier           | Mara Venier           | Mara Venier           | Mara Venier           | Mara Venier           | Mara Venier           | Mara Venier           |

Statistiche
Con sedici edizioni all'attivo Mara Venier detiene il record di conduzioni della trasmissione, seguita da Pippo Baudo a quota tredici, a seguire Massimo Giletti con nove edizioni (di cui una in veste di co-conduttore), Corrado, Lorena Bianchetti e Lorella Cuccarini con tre edizioni; Toto Cutugno, Luca Giurato ed Antonella Clerici (che ne hanno tutti e tre guidato una come co-conduttori ed una da presentatori principali), Carlo Conti e Paola Perego che ne hanno condotte due. Gli altri conduttori hanno presentato solamente un'edizione del contenitore domenicale.

## Puntate speciali

### Speciale da Domenica in
Domenica 27 giugno e domenica 4 luglio 1982, su Rai 1, va in onda Speciale da Domenica in, un programma musicale in due parti condotto da Franco Solfiti e realizzato a Ostia Antica, con la partecipazione di Manuel e Manù, Franco Calabrese, Louiselle, Luca, Mirna Doris, Adriano Pappalardo, Wilma Goich, Carlo Loffredo. In entrambi i casi, l'orario di trasmissione va dalle 19:00 alle 19:55 circa.

### Speciali Festival di Sanremo
Nel 1984 e 1985, e dal 1994 a oggi, nella domenica appena successiva alla finale del Festival di Sanremo, il programma va in onda dal Teatro Ariston ed è completamente dedicato alla kermesse canora appena conclusa, con commenti, interviste ed esibizioni degli artisti che vi hanno partecipato, i quali per lo più cantano in playback o comunque con la base preregistrata anziché accompagnati dall'orchestra, in quanto non più presente in teatro. Lo spazio occupato da quest'ultima viene generalmente utilizzato per far accomodare ospiti, opinionisti e un pubblico di giovani ragazzi, spesso con indosso maglie che riportano il logo del programma. La scenografia impiega per alcuni cantanti le stesse immagini utilizzate durante le esibizioni in gara alla kermesse mentre per altri invece il videoclip ufficiale; inoltre, vengono inquadrati diversamente rispetto alle esibizioni durante la kermesse. Nel 2017 lo speciale non è andato in onda a causa di sopraggiunti problemi di salute dell'allora conduttore dell'edizione, Pippo Baudo, venendo quindi sostituito da una puntata più lunga de L'Arena, condotta da Massimo Giletti, sempre dedicata alla gara canora.
Dal 1995 al 2008 la trasmissione si trasferiva nella città ligure anche la domenica precedente alla manifestazione andando in onda dal Teatro del Casinò, evitando così di mostrare in anticipo la scenografia del Festival.

#### Ascolti
A = Presentazione

B = Pomeriggio

C = Preserale
| Data             | Telespettatori            | Telespettatori            | Telespettatori            | Telespettatori            | Telespettatori            | Telespettatori            | Telespettatori            | Share                     | Share                     | Share                     | Share                     | Share                     | Share                     | Share                     | Share                     | Share                     | Fonte                     | Conduzione      | Conduzione      |
| Data             | A                         | B                         | B                         | B                         | B                         | C                         | C                         | A                         | B                         | B                         | B                         | B                         | B                         | B                         | C                         | C                         | Fonte                     | Conduzione      | Conduzione      |
| ---------------- | ------------------------- | ------------------------- | ------------------------- | ------------------------- | ------------------------- | ------------------------- | ------------------------- | ------------------------- | ------------------------- | ------------------------- | ------------------------- | ------------------------- | ------------------------- | ------------------------- | ------------------------- | ------------------------- | ------------------------- | --------------- | --------------- |
| 23 febbraio 2014 | N.D.                      | 2 971 000                 | 2 749 000                 | 3 077 000                 | 3 117 000                 | 3 862 000                 | 4 350 000                 | N.D.                      | 17,93%                    | 17,19%                    | 17,19%                    | 19,14%                    | 19,14%                    | 17,43%                    | 17,69%                    | 17,57%                    | [ 33 ]                    | Mara Venier     | Mara Venier     |
| 15 febbraio 2015 | N.D.                      | 4 597 000                 | 4 597 000                 | 4 597 000                 | 4 597 000                 | 4 597 000                 | 4 597 000                 | N.D.                      | 22,59%                    | 22,59%                    | 22,59%                    | 22,59%                    | 22,59%                    | 22,59%                    | 22,59%                    | 22,59%                    | [ 34 ]                    | Paola Perego    | Pino Insegno    |
| 14 febbraio 2016 | N.D.                      | 3 989 000                 | 3 989 000                 | 3 989 000                 | 3 989 000                 | 3 989 000                 | 3 989 000                 | N.D.                      | 20,18%                    | 20,18%                    | 20,18%                    | 20,18%                    | 20,18%                    | 20,18%                    | 20,18%                    | 20,18%                    | [ 35 ]                    | Paola Perego    | Salvo Sottile   |
| 12 febbraio 2017 | La puntata non va in onda | La puntata non va in onda | La puntata non va in onda | La puntata non va in onda | La puntata non va in onda | La puntata non va in onda | La puntata non va in onda | La puntata non va in onda | La puntata non va in onda | La puntata non va in onda | La puntata non va in onda | La puntata non va in onda | La puntata non va in onda | La puntata non va in onda | La puntata non va in onda | La puntata non va in onda | La puntata non va in onda | Pippo Baudo     | Pippo Baudo     |
| 11 febbraio 2018 | N.D.                      | 4 930 000                 | 3 970 000                 | 3 970 000                 | 3 545 000                 | N.D.                      | N.D.                      | N.D.                      | 26,8%                     | 26,8%                     | 23,2%                     | 23,2%                     | 20,7%                     | 20,7%                     | N.D.                      | N.D.                      | [ 36 ]                    | Cristina Parodi | Cristina Parodi |
| 10 febbraio 2019 | N.D.                      | 5 214 000                 | 4 620 000                 | 4 620 000                 | 4 589 000                 | N.D.                      | N.D.                      | N.D.                      | 28,5%                     | 28,5%                     | 27,1%                     | 27,1%                     | 26,4%                     | 26,4%                     | N.D.                      | N.D.                      | [ 37 ]                    | Mara Venier     | Mara Venier     |
| 9 febbraio 2020  | N.D.                      | 6 017 000                 | 5 075 000                 | 5 075 000                 | 5 024 000                 | N.D.                      | N.D.                      | N.D.                      | 33,8%                     | 33,8%                     | 30,1%                     | 30,1%                     | 28,7%                     | 28,7%                     | N.D.                      | N.D.                      | [ 38 ]                    | Mara Venier     | Mara Venier     |
| 7 marzo 2021     | N.D.                      | 3 534 000                 | 3 534 000                 | 4 278 000                 | 4 278 000                 | 5 518 000                 | 5 518 000                 | N.D.                      | 22,2%                     | 22,2%                     | 22,2%                     | 24,3%                     | 24,3%                     | 24,3%                     | 24,8%                     | 24,8%                     | [ 39 ]                    | Mara Venier     | Mara Venier     |
| 6 febbraio 2022  | N.D.                      | 5 418 000                 | 5 207 000                 | 5 207 000                 | 5 148 000                 | N.D.                      | N.D.                      | N.D.                      | 30,4%                     | 30,4%                     | 31,3%                     | 31,3%                     | 39,0%                     | 39,0%                     | N.D.                      | N.D.                      | [ 40 ]                    | Mara Venier     | Mara Venier     |
| 12 febbraio 2023 | 4 571 000                 | 5 367 000                 | 4 685 000                 | 4 685 000                 | 4 258 000                 | N.D.                      | N.D.                      | 30,7%                     | 38,3%                     | 38,3%                     | 35,8%                     | 35,8%                     | 30,4%                     | 30,4%                     | N.D.                      | N.D.                      | [ 41 ]                    | Mara Venier     | Mara Venier     |
| 11 febbraio 2024 | 4 969 000                 | 5 751 000                 | 5 751 000                 | 5 656 000                 | 5 656 000                 | 5 619 000                 | 5 619 000                 | 31,3%                     | 38,5%                     | 38,5%                     | 38,5%                     | 40,8%                     | 40,8%                     | 40,8%                     | 34,9%                     | 34,9%                     | [ 42 ]                    | Mara Venier     | Mara Venier     |
| 16 febbraio 2025 | 4 629 000                 | 5 580 000                 | 5 580 000                 | 5 543 000                 | 5 543 000                 | 5 323 000                 | 5 323 000                 | 32,4%                     | 41,2%                     | 41,2%                     | 41,2%                     | 44%                       | 44%                       | 44%                       | 34,4%                     | 34,4%                     | [ 43 ]                    | Mara Venier     | Mara Venier     |

### Speciali Capodanno
Il 31 dicembre degli anni 1988, 1989 e 2002 sono andati in onda, generalmente a partire dalle 22:00, delle puntate speciali del programma con l'intento di accompagnare i telespettatori nei festeggiamenti in diretta televisiva per il passaggio tra la fine del vecchio e l'inizio del nuovo anno. Gli speciali sono stati presentati, rispettivamente, dalle allora conduttrici del contenitore domenicale: Marisa Laurito, Edwige Fenech e Mara Venier; ognuna di loro era affiancata nell'occasione dal rispettivo intero cast della trasmissione.

### Domenica in... Sera
Dal 21 maggio all'11 giugno 1989 viene realizzata una versione serale, condotta da Marisa Laurito, in onda dalle 20:30 alle 22:00, dove viene dato spazio a una gara canora che vede protagoniste le ragazze del coro scatenato, giudicate da una giuria di 7 ospiti vip presenti in collegamento telefonico. In queste quattro domeniche la trasmissione pomeridiana accorcia la sua durata partendo alle 17:00 anziché alle 14:00.
Dal 12 aprile al 3 maggio 1992 viene realizzata un'altra versione serale, stavolta condotta da Pippo Baudo, in onda dalle 20:30 alle 22:30, con la presenza di numerosi ospiti. In queste quattro domeniche la trasmissione pomeridiana accorcia la sua durata partendo alle 18:40 anziché alle 14:00.

### Domenica in presenta... Sanremo dei Piccoli
Nella stagione 1992-1993 viene realizzata all'interno del contenitore domenicale una manifestazione canora per bambini dal titolo Sanremo dei piccoli. La finale viene trasmessa su Rai 1 domenica 2 maggio 1993 con la conduzione di Toto Cutugno e la partecipazione di Adriano Pantaleo. La trasmissione è divisa in due parti, in onda rispettivamente dalle 18:40 alle 20:00 e dalle 20:45 alle 21:45.

### Domenica in... aspettando i risultati elettorali
Il 28 marzo 1994 e il 21 aprile 1996 sono stati realizzati in prima serata due speciali dal titolo Domenica in... Aspettando i risultati elettorali. La serata del 1996, condotta da Mara Venier, ottiene il 18,37% di share e 4 581 000 spettatori.

### Domenica in... tour
Tra il 1994 e il 1995 sono state prodotte alcune puntate speciali in onda da varie località italiane. La prima di esse, andata in onda l’8 maggio 1994, è stata realizzata al Teatro del Casinò di Sanremo, mentre il 15 maggio il programma va in onda dal Teatro Turismo di Riccione. Il 22 maggio, in occasione dell'ultima puntata della stagione, Mara Venier conduce un appuntamento speciale in onda dal Teatro Comunale di Gubbio.
Sempre dal Teatro Comunale di Gubbio viene trasmessa la prima puntata della stagione 1994-1995, in onda domenica 25 settembre 1994. La seconda puntata, quella del 2 ottobre, viene invece trasmessa dal Teatro Manzoni di Pistoia, mentre la terza, il 9 ottobre, va in onda dal Teatro Verdi di Salerno. Il quarto appuntamento viene trasmesso il 16 ottobre dal Teatro Turismo di Riccione.

### Domenica in San Valentino
Il 14 febbraio 1995 e il 13 febbraio 1996, in diretta dal Teatro del Casinò di Sanremo, Mara Venier conduce due prime serate dedicate alla festa degli innamorati con numerosi ospiti e momenti di spettacolo.

### Domenica in... America
Il 25 giugno 1995 Mara Venier conduce uno speciale in prima serata in onda dal Teatro Academy of the Arts di Brooklyn a New York dal titolo Domenica in...America.

### Domenica in... Vacanze
Il 9 luglio 1995 Mara Venier conduce uno speciale in prima serata in onda da Riccione dal titolo Domenica in...Vacanze.

### Domenica in... per la ricerca sul cancro
Il 5 novembre 1995 alle 20:40 viene realizzato lo speciale Domenica in ... per la ricerca sul cancro con la conduzione di Mara Venier e la collaborazione del Professor Umberto Veronesi. La serata, durante la quale sono stati raccolti oltre 5 miliardi di lire, ha ottenuto il 26,86% di share e 6 623 000 spettatori.

### Domenica in... anteprima Zecchino d'Oro
Il 19 novembre 1995 viene realizzato lo Speciale Domenica in ... Anteprima Zecchino d'Oro, in collegamento con l'Antoniano di Bologna. La serata condotta da Mara Venier ottiene il 27.08% di share e 6 968 000 spettatori.

### Domenica in... Capri
Il 17 settembre 1995 Mara Venier avrebbe dovuto aprire la nuova stagione del programma con una puntata in prima serata in onda da Capri. La serata venne però soppressa all'ultimo momento a causa di alcuni problemi di salute della conduttrice.

### Domenica in - Sanremo Moda
- Il 4 giugno 1996, a chiusura dell'edizione 1995/1996, viene realizzata una puntata eccezionalmente in onda al martedì in prima serata dal Teatro Ariston di Sanremo, dal titolo Domenica in Sanremo Moda, con la conduzione di Mara Venier.
- Il 1º giugno 1997, a chiusura dell'edizione 1996/1997, viene realizzata una puntata in onda dal Teatro Ariston di Sanremo, dal titolo Domenica in - Sanrmeo Moda, con la conduzione di Mara Venier.

### Domenica in - Speciale Un medico in famiglia
Il 21 maggio 2000 viene realizzata in prima serata con la conduzione di Amadeus una puntata dedicata alla conclusione della seconda stagione di Un medico in famiglia. Amadeus accoglie in studio il cast al completo e rivive con loro alcuni dei momenti che hanno segnato le prime due stagioni della fiction.

### Domenica in da Sanremo
- Il 31 maggio 1998, a chiusura dell'edizione 1997/1998, viene realizzata una puntata speciale in onda dal Teatro Ariston  di Sanremo con la conduzione di Fabrizio Frizzi.
- Il 23 maggio 1999, a chiusura dell'edizione 1998/1999, viene realizzata una puntata speciale in onda dal Teatro Ariston di Sanremo con la conduzione di Giancarlo Magalli e Tullio Solenghi.
- Il 28 maggio 2000, a chiusura dell'edizione 1999/2000, viene realizzata una puntata speciale in onda dal Teatro Ariston di Sanremo con la conduzione di Amadeus.

### Domenica in da Forte dei Marmi
Il 27 maggio 2001, a chiusura dell'edizione 2000/2001, viene realizzata una puntata speciale in onda dalla Capannina di Forte dei Marmi. La puntata prende eccezionalmente il via alle 16.15 al termine del GP di Formula 1 di Montecarlo.

### 2002 in
Il 1º gennaio 2002 va in onda uno speciale in prima serata del programma condotto da Carlo Conti, Mara Venier, Antonella Clerici e Ela Weber, in cui viene presentato l'oroscopo a cura di Paolo Fox per il nuovo anno.

### Domenica in Show
Venerdì 27 maggio 2022 è in onda in prima serata una puntata speciale intitolata Domenica in Show, condotto da Mara Venier per festeggiare il successo dell'edizione in corso e i circa trent'anni dalla prima puntata della trasmissione condotta dalla conduttrice. Tra gli ospiti: Il Volo, Renzo Arbore, Alessia Marcuzzi, Gigi D'Alessio, Stefano De Martino, Ornella Vanoni, Ferzan Özpetek, Michele Bravi e Fabrizio Moro.

### Il meglio di Domenica in
Sostituisce la trasmissione principale nel periodo estivo. Si tratta di montaggi con i migliori momenti delle puntate dell'edizione appena conclusa.
| Edizione | Periodo        | Periodo          | Puntate |
| Edizione | Inizio         | Fine             | Puntate |
| -------- | -------------- | ---------------- | ------- |
| 1        | 2 giugno 2019  | 30 giugno 2019   | 5       |
| 2        | 5 luglio 2020  | 26 luglio 2020   | 4       |
| 3        | 4 luglio 2021  | 1º agosto 2021   | 5       |
| 4        | 12 giugno 2022 | 10 luglio 2022   | 5       |
| 5        | 18 giugno 2023 | 30 luglio 2023   | 7       |
| 6        | 9 giugno 2024  | 8 settembre 2024 | 14      |
| 7        | 25 maggio 2025 | in corso         | 12      |

## Riconoscimenti
- Premio TV - Premio regia televisiva
  - 2013: Premio come Top 10 (per il segmento L'arena)